# الغد قد لا يأتي أبدا (فلم هندي)
الغد قد لا يأتي أبدا (بالهندية: कल हो ना हो) (بالإنجليزية: Kal Ho Naa Ho) هو فيلم هندي رومانسي تقع أحداثه وتم تصويره في نيويورك.
تم تصوير الفيلم عام 2003، وقد حقق الفيلم مبيعات تفوق 600 مليون روبية مما جعله أكثر فيلم هندي مبيعا في العالم، والثاني في الهند نفسها، والأول في الأسواق العالمية.

## قصة الفيلم
تحدث احداث قصتنا في مدينة نيويورك حيث تعرفنا ناينا (بريتي زبنتا) على حياتها وعائلتها فردا فردا بدا بامها جينيفر المسيحية والتي تدير مطعما فاشلا ولديها ديون للبنك وجدتها (لاجو) الهندية المتزمتة التي لها 3 امنيات في حياتها منها ان تتزوج ناينا وان تصبح نيويورك جزءا من اقليم البنجاب وان تموت والدة ناينا جينيفر، نتعرف إلى شقيقها شيف والمصاب باعاقة بقدمه تمنعه من لعب رياضته المفضلة كرة السلة واختها بالتبني جيا والتي تعاني من كره الجدة الشديد لها نتعرف ابضا إلى سويتو صديقة بريا المفضلة والتي على قد ما هي سمينة فانها تعجب بالشباب واختها والتي تكون صديقة جينيفر المفضلى وشريكتها في عملها المتدهور في إدارة المطعم. نتعرف أيضا إلى روهيت (سيف علي خان) وهو صديق ناينا والذي ينظر لها كانها صديق بشعر طويل حيث أنه لا يجدها جذابة أو انثوية حيث تعرفوا إلى بعض في دورة أثناء دراستهما لادارة الأعمال. تعاني ناينا داخليا من مشاكل عائلتها وحياتها المضطربة والخلافات المستمرة بين امها وجدتها كما أنها تتعذب من ذكرى والدها المتوفي.
بسبب غلطة غير مقصودة توقع جيا شيف وهنا تاخذ الجدة بضربها وتبدا كلا من لاجو وجينيفر بالصياح حتى تصل ناينا لتسكت الجميع كالعادة. يقوم كلا من جينيفر شيف وجيا بالدعاء لملاك ما لياتي ويساعدهم وتنضم لهم ناينا في هذا الدعاء غيرعالمين ان ملاكهم قد جاء فعلا.. امان (شارو خان).
في اليوم التالي ياتي امان ويتعرف إلى كلا من شيف وجيا قائلا لهم انه جارهم الجديد حيث أنه يعيش عند عمه وهو المعجب الشديد بجدتهم لاجو. هنا تبدا لاجو بهوايتها الغريبة وهي الغناء الديني الذي كان الحي كله يتعذب بسببه وهنا لا يتحمل امان فيبدا بمنادتهم من الشارع بجينيفر لوبيز والسبايس غيرلز راجيا اياهم ان يتوقفوا عن هذا الغناء وهنا تظهر لاجو معللة انها تغني للاله فيرد امان انها لاتغني لهم بل تعذبهم ويستدير إلى عمه ويستحسن اختياره للاجو لانها مثيرة وهنا تظهر ناينا من النافذة لتعرف سبب صياح الجميع وهنا يراها امان فيحصل شئ ما وهنا.. يبدا امان بغناء أغنية Pretty Woman والتي يشاركه الحي كله بغناءها وعندما تنتهي يقدم امان نفسه إلى جيني وناينا التي تصده ويتطفل امان بدعوة نفسه إلى العشاء عندهم الشء الذي لا تطيقه ناينا ولكنها تجبر نفسها على قبوله فتقوم بدعوة روهيت أيضا.. بنفس الوقت يكون هناك شخص ما ستقوم سويتو بالخروج معه في موعد اعمى (Blind Date) أي انهما لم يقابلا بعضهم من قبل..و يكون أيضا شخص ثالث قادم كعريس لناينا ارسلته وكالة تزويج بالاتفاق مع الجدة..يكون الموقف مضحك جدا حيث يذهب كلا من روهيت إلى بيت سويتو وموعد سويتو وإلى بيت ناينا وتظنه الجدة عريس ناينا... مما ينتج عنه هرب كلا منهما ليلتقوا بالخارج بالعريس مما يشكل هروب جماعي لهم هم الثلاثة في تاكسي واحد.. هنا لا يستطيع امان ان يتمالك نفسه من شدة الضحك على هذا الموقف مما يزيد من غيظ ناينا منه...و هنا يقول لها امان انها نسيت كيف تبتسم وانه هو سيعلمها كيف تبتسم مرة أخرى...
عندما تكون كلا من سويتو وناينا على ظهر عبارة وترى سويتو شاب هي معجبة به يقفز امان من ورائهما معترضا انه غير قادر على سماع أي شئ مما يقولانه وهنا يساعد سويتو على التعرف على ذلك الشاب فرانكي والذي يدعوهم جميعا إلى النادي الذي يعمل به كدي جي وهنا يتهم امان ناينا انها غيرانة من سويتو لان الأخيرة لديها صديق حميم على العكس من ناينا فتكذب ناينا وتقول ان روهيت هو صديقها الحميم.
بعد أن يقبل روهيت الذهاب مع ناينا كصديقها الحميم بصحبة امان وسويتو تنكشف الكذبة مما يحذو بناينا ان تسكر وتبدا بغناء It’s The Time To Disco مع كلا من روهيت وامان.. ونرى كيف ترمق ناينا امان بنظرات معينة تنتهي الأغنية بناينا وروهيت ثملين فياخذهما امان إلى المنزل وبالطريق تبدا ناينا بالبكاء قائلة انها مشتاقة إلى والدها وهنا يبدا روهيت بتهداتها قائلا انها غير جميلة عندما تبكي فقط عندما تغضب وانه يحبها وكيف ان يومه لا يكتمل إلا عندما يلتقي بها وهنا يهترك امان يد ناينا عندما يرى الصداقة الجميلة بينهما...
تحكي لنا ناينا عن سحر امان الذي انتشر في عائلتها والذي جعلهم يحسوا بالسعادة حيث أنه أخذ يمضي الكثير من الاوقات مع الصغار كما أنه اقنع لاجو وفرقتها بالتوقف عن الغناء ولكن تحريك شفاههم وكانهم يغنون بينما الستيريو يعزف أجمل الاصوات كما أنه وامه اخذا يعلمان جينيفر الطبخ الهندي الذي لا تتقنه كما أن هذا التغيير امتد لها شخصيا حيث عرفت الابتسامة طريقها إلى وجهها مرة أخرى..
يكون امان جالسا مع امراة تدعى بريا حيث تقول له انها بحاجة إلى المزيد من الوقت فيقول امان ان لها ان تاخذ الوقت الذي تريد لانه اتى إلى نيويورك من اجلها هي فقط...
تعلم جيني افراد عائلتها انها على وشك ان تخسر المطعم للبنك ويتدخل امان مقترحا ان العيب في هذا المطعم انه كغيره من المطاعم الأخرى لا يميزه أي شئ وهنا يبدا تحويله إلى مطعم يحمل التراث الهندي بمساعدة الجميع من عائلتي كابور وامان وامه وعمه وروهيت أيضا ليتحول من مقهى نيويورك إلى مقهى نيودلهي وهنا يبدا تدفق الزبائن وتحل المشكلة. عندما تسال ناينا امان عن السبب الحقيقي لمساعدتهم كما فعل هو فانه يجاوب انه فعل ذلك من اجل امها التي تمتلك عيونا حزينة جدا وهذا ما لا يستطيع احتماله ان يرى اما في عينيها حزن... تبدا في تغيرها حيث أصبحت تهتم بملبسها كما أن الضحكة أصبحت لا تفارق شفاهها وبالطبع خلعت النظارة لترتدي عدسات...و هذا التغير يخطف قلب روهيت الذي يقع في حب ناينا.. ثم يغنون أغنية (Kuch To Hua Hai)..و هنا يبدا مثلث الحب الغريبعندما نجد ان روهيت يحب ناينا.. ناينا تحب امان.. ولا نعرف امان من يحب...
يصرح روهيت لامان بحبه لناينا كما تصرح ناينا بحبها لامان لسويتو..متسائلين عما تكون الخطوة التالية والتي تكون بعد التشجيع التصريح عن مشاعرهم لمن يحبون... فتتصل ناينا بروهيت لتاخذ راي صديقها بما يجب أن تفعله فيلتقيان في مطعم وكلا منهما مرتديا الأحمر الذي يعبر عن الحب الملتهب داخلهما...
فتعلن ناينا عن حبها لامان الشئ الذي يصدم روهيت ولكنه ينصحها أيضا بان تعترف له بحبها.. وهي في طريقها لامان يتصل به روهيت ليخبره الحقيقة...
عندما تصل ناينا تجد صورة لامان مع امراة جميلة في ثياب الزفاف وعندما تساله عنها يجيب انها زوجته بريا التي اتى إلى أمريكا خصيصا لمصالحتها وارجاعها معه بعد أن تركته..
تشعر ناينا انها مدمرة كليا ويرى هذا المشهد الفظيع واللدة امان وعمه وعلامات عدم التصديق على وجهيهما... وبينما ناينا غارقة في البكاء والمطر يعترف امان لامه التي سالته ان كان يحب ناينا بحبه لها وانه كذب عليها هذه الكذبة حتى تتوقف عن حبه لانه ذو قلب مريض قد لا يبقيه على قيد الحياة لوقت طويل وان المراة في الصورة هي صديقته وطبيبته بريا...ثم يقذف القنبلة في وجهه امه عندما يتعترف انه يحتضر ويخبر امه ان مهمته الأخيرة في الحيان ستكون جمع ناينا وروهيت مع بعض...
و هنا تظهر الكلمة الشهيرة (Intermission).... بينما يعاني كلا من روهيت ناينا امان وسويتو من مرارة الحب من طرف واحد يلجأروهيت إلى عائلته فاحشة الثراء ولكن طيبي القلب حيث تستقبله امه بحفل كبير يحتوي كل الفتيات الصالحات للزواج من اجل ان يختار واحدة وبالطبع لا يقع روهيت إلى في يدي كاميليا افتاة المتعطشة للثروة...
و بطبيعة الحال تقع ناينا أيضا في موقف محرج حين تعود للبيت وتجد جدتها وقد احضرت لها عريسا قدم مع عائلته وهنا تبدا والدتها وجدتها بالشجار مرة أخرى فتنفجر ناينا غاضبة بهما وتخرج للعئلة ناصحة اياهم ان لا يرتبطوا بهذه العائلة المجنونة...
تذهب ناينا باكية إلى الحديقة حيث تتبعها امها وتبدا بالبكاء مرة أخرى مؤكدة انها تعيسة لانها تعرف ابنتها التي لن تحب مرة أخرى ولن تتزوج مرة أخرى ولن تكون سعيدة.. فتجيبها ناينا انها فعلا تحب امان ولكنها لا تعرف لماذا فهو دائما يضايقها ويمزح معها واينما ذهبت تجدة وهو يختلس السمع لاحاديث الآخرين ولكنها تحبه.. دون أن تعلم أن امان خلفها يستمع إلى حديثهما كالمعتاد.. كلام ناينا يجعل امان مصمما على جمع قلبي ناينا وروهيت...
بينما تحرج كميلا روهيت في اعلان انهما مخطوبين يصل امان ويسمع مخططها فيطلب من روهيت ان يكذب امامها انه لن يرث شئ من ثروة أبيه ولكنها تختفي بسرعة البرق. ينجح املان في اقناع روهيت ان ناينا لا تحبه ولكنها تظن انها تحبه لانه الرجل الجديد في حياتها ويقنعه بخطة ستة أيام وتقع الفتاة لجعل ناينا تحبه. ويبدا روهيت بالتصرف مع ناينا بشكل مختلف مما يحسسها بحبه نحوها ثم يدعوها لتكون شريكته في درس تعلم رقصة السالسا..و هنا تبدا قصة حبهما بينما لا تتحسن صحة امان حيث يغنون (Kal Ho Naa Ho). عندما يهنئ روهيت امان على خطته تسمعهم ناينا بالصدفة وتعرف انه كان مخططا منهما وتحزن جدا ولكن امان ياخذ يوميات روهيت ويقرا كلام عم حبه لناينا تجعلها حائرة لا تعرف ماذا تفعل.. ولكن روهيت يسال امان من اين جاء بهذا الكلام الغير مكتوب في اليوميات. يتفق كلا من ناينا وروهيت على اللقاء اليوم أول لقاء لهما كحبيبين بينما تصل لبيت سويتو بالخطأ رسالة من لندن والتي يقراها امان ليكتشف سرا خطيرا في حياة عائلة ناينا.. تذهب ناينا لرؤية روهيت الذي يطلب يدها للزواج والتي توافق...و ياتي أهل روهيت لزيارة عائلة ناينا.. وعندما ياتي ذكر والد ناينا يتساءل والدي روهيت عن كيفية وفاته فتجيب الجدة بسكتة قلبية وتخبرهم ان جيا ليست منهم.. ولكن جينيفر تعارضها وتقول لهم الحقيقة ان والد ناينا قد انتحر... بعد انصراف الضيوف يبدا الشجار بين الجدة والام كالعادة والذي ينتهي باعلان الجدة بكراهيتها لجيا التي تبنتها جينيفر والتي كانت سبب انتحار ابنها.. تسمع جيا هذه المحادثة كلها فترك لعند امان الذي يتدخل بينهما ويخبر السر الرهيب للجدة... جيا هي اخت ناينا من ام ثانية امراة أخرى اقام معها والدها علاقة غير شرعية.. والتي كانت ثمرتها جيا والتي لم تردها امها فاحتضنتها جينيفر بكل حنان لانها اخت اولادها الشئ الذي لم يستحمله الوالد هو قبولها للحظة ضعفه فانتحر...هنا تندم الجدة على افعالها واتهاماتها لجينيفر وتتقبل حفيدتها ليعم السلام ذلك المنزل اخيرا..تبدا تحضيرا حفلة خطوبة ناينا وروهيت من كلا الطرفين وتصل العروس حيث يغنون أغنية (Maahi Ve) الجميلة التي تظهر بها كلا من كاجول وراني مكارجي كضيفتي شرف ولكن ما ان تنتهي الأغنية حتى ينهار امان من الالام قلبه الشئ الذي لم يعرفه أحد سوى امه... يتصادف ان تكون ناينا وروهيت في محل المجوهرات الذي تشتري منه بريا وزوجها وهنا يعرفان الحقيقة ليس فقط ان بريا ليست زوجته بل أيضا ان امان مريض..
و هنا تتضح الامور للجميع...و تخبر بريا امان بما حدث الذي يترك المشفى ليلحق بناينا التي تذرف الكثير من الدموع بين يديه بعد أن عرفت حقيقة حبه لها.. و تبدا أغنية (Kal Ho Naa Ho - Sad) التي نرى فيها تحضيرا زفاف ناينا وروهيت والزفاف نفسه وهكذا يتزوجان...
يفتح امان عينيه في المشفى ليجد الجميع وقد اتوا لوداعه وهو في ايامه الأخيرة..و حيث أن الهنود يؤمنون ان لكل انسان سبع حيوات يعيشها فان امان يطلب من روهيت ان يعده ان ناينا ملكه في هذه الحياة ولكن في الست حيوات القادمة ستكون له...
بعد 20 عامًا...تحكي ناينا هذه القصة لاختها جيا وتخبرها كيف ان امان هو الذي علمها كيف تحب..كيف تحب زوجها... و كيف انها وجدت زوجا في صديقها الحميم.

## طاقم التمثيل
- شاه روخ خان بدور امان ماثور
- سيف علي خان بدور روهيت باتيل
- بريتي زينتا بدور نينا كاثرين كابور/نينا كاثرين كابور باتيل
- جايا باتشان بدور جينيفير (جيني) كابور
- سوشما سيث بدور لاجو كابور
- دارا سينغ بدور بريتم شادا
- ريما لاجو بدور ام امان
- ليليت دوبي بدور جاسويندر كابور (جاز)
- ديلناز بول بدور جاسبريت كابور (سويتو)
- سونالي بندر بدور بريا (ظهور خاص)
- اثيت نايك بدور شيف كابور
- جاناك شوكلا بدور جيا كابور
- سنجاي كابور بدور ابهاي زوج بريا (ظهور خاص)
- راني موخرجي ظهور خاص في أغنية "Maahi Ve"
- كاجول ظهور خاص في أغنية "Maahi Ve"

## الأغاني
kal ho naa ho كل هو نا هو
موسيقى: شانكار-احسان-لوي (Shankar-Ehsaan-Loy)
كلمات: جافيد اخطار (Javed Akhtar)
غناء: سونو نغم (Sonu Nigam)
Maahi ve
موسيقى: شانكار-احسان-لوي (Shankar-Ehsaan-Loy)
كلمات: جافيد اخطار (Javed Akhtar)
غناء: سونو نغم (Sonu Nigam), شانكار ماهيفدان (Shankar Mahadevan), سادهانا سارجام (Sadhana Sargam),
اديتا ناريان (Udit Narayan) وسوجاتا بهاتاتشاريا (Sujata Bhattacharya)
It's the time to disco
موسيقى: شانكار-احسان-لوي (Shankar-Ehsaan-Loy)
كلمات: جافيد اخطار (Javed Akhtar)
غناء: فاسندهارا داس (Vasundhara Das) وكاي كاي شان (K.K, Shaan) ولوي ميندونسا (Loy Mendonsa).
Kal ho naa ho (sad(
موسيقى: شانكار-إحسان-لوي
كلمات: جافيد أخطر
غناء: سونو نغم، ألكا ياجنيك، ريتشا شارما
Pretty woman
موسيقى: شانكار-إحسان-لوي
كلمات: جافيد أخطر
غناء: شانكار ماهديفان، رافي قوت
Kuch to hua hai
موسيقى: شانكار-إحسان-لوي
كلمات: جافيد أخطر
غناء: ألكا ياجنيك، شان

## الجوائز التي حصل عليها الفيلم
- جائزة الاكاديمية الهندية العالمية لللافلام لأفضل فيلم فاز بها فيلم kal ho naa ho.
-	جائزة الفيلمفار لأفضل ممثلة حصلت علها بريتي زينتا.
-	جائزة الفيلمفار لأفضل كلمات أغاني حصل عليها جافيد اخطر عن أغنية (kal ho naa ho)
-	جائزة الفيلمفار لأفضل مخرج موسيقي فاز بها شانكار ماهديفان ولوي ميندونسا واحسان نوراني.
-	جائزة الفيلمفار لأفضل مغني خلفي فاز بها سونو نغم عن أغنية (Kal ho na ho)
-	جائزة الفيلمفار لأفضل ممثلة في دور ثانوي فازت بها جايا باتشان
-	جائزة الفيلمفار لأفضل ممثل في دور مساند فاز بها سيف علي خان.
-	جائزة الفيلمفار لأفضل موتو لووك فاز بها سيف علي خان.
-	جائزة الافلام العالمية لأفضل مخرج موسيقي فاز بها شانكار ماهديفان ولوي ميندونسا واحسان نوراني.
-	جائزة الافلام العالمية لأفضل مغني خلفي فاز بها سونو نغم عن أغنية (Kal ho na ho)
-	جائزة السكرين ويكلي لأفضل إنتاج فاز بها سانجاي سانكلا
-	جائزة السكرين ويكلي لأفضل سيناريو فاز بها كاران جوهر.
-	جائزة السكرين ويكلي لأفضل ممثل في دور مساند فاز بها سيف علي خان.
-	جائزة السكرين ويكلي لأفضل مخرج في أول تجربة إخراجية فاز بها المخرج نكيل ادفاني.
- جائزة الزي سين لاكثر ممثل محبوب في دور مساند فاز بها سيف علي خان.
- جائزة الزي سين لأفضل أغنية لهذه السنة فاز بها المنتج ياش جوهر عن أغنية (Kal Ho Naa Ho)

## الجوائز التي رشح لها الفيلم
-	جائزة الفيلمفار لأفضل ممثل رشح لها شاروخان.
-	جائزة الفيلمفار لأفضل مخرج رشح لها المخرج نكيل ادفاني.
-	جائزة الفيلمفار لأفضل فيلم.
-	جائزة السكرين ويكلي لأفضل ممثلة رشحت لها بريتي زينتا.
-	جائزة السكرين ويكلي لأفضل مخرج فني.
-	جائزة السكرين ويكلي لأفضل موسيقى خلفية رشح لها شانكار ماهديفان ولوي ميندونسا واحسان نوراني.
-	جائزة السكرين ويكلي لأفضل مصمم رقصات رشحت لها فرح خان عن أغنية (Pretty Woman).
-	جائزة السكرين ويكلي لأفضل سينماتوجرافير رشح لها انيل ميهتا.
-	جائزة السكرين ويكلي لأفضل حوار.
-	جائزة السكرين ويكلي لأفضل مخرج رشح لها المخرج نكيل ادفاني
-	جائزة السكرين ويكلي لأفضل فيلم.
-	جائزة السكرين ويكلي لأفضل خلفي رشح لها سونو نغم عن أغنية (Kal ho na ho)
-	جائزة السكرين ويكلي لأفضل تسجيل صوتي
-	جائزة السكرين ويكلي لأفضل ممثلة في دور مساند رشحت لها جايا باتشان
- جائزة الزي سين لاكثر ممثل محبوب رشح لها شاروخان
- جائزة الزي سين لاكثر ممثلة محبوبة رشحت لها بريتي زينتا
- جائزة الزي سين لاكثر ممثلة محبوبة في دور مساند رشحت لها جايا باتشان
- جائزة الزي سين لاكثر مخرج محبوب في أول تجربة إخراجية رشح لها نيكيل ادفاني
- جائزة الزي سين لاكثر مخرج محبوب رشح لها نيكيل ادفاني
- جائزة الزي سين لاكثر مخرج موسيقي محبوب رشح لها شانكار ماهديفان ولوي ميندونسا واحسان نوراني.
- جائزة الزي سين لاكثر مغني خلفي محبوب رشح لها سونو نغم عن أغنية (Kal ho na ho)
- جائزة الزي سين لانجح أغنية رشح لها ياش جوهر عن أغنية (Maahive)
- جائزة الزي سين لأفضل صوت
- جائزة الزي سين لأفضل سينماجرافي
- جائزة الزي سين لأفضل حوار
¬- جائزة الزي سين لأفضل مونتاج

## اقوال من الفيلم
- «رجل غاية في الذكاء قال مرة ان الصداقة هي اخر خطوة أيضا ان ما تبقى ه ما بين هاتين الخطوتين»..
- «افعل كما اقل لك لدي خطة، ستة أيام الفتاة تصبح بين يداك».
«واو لكن لماذا ستة أيام وليس سبعة؟»
«لانني لا اعمل أيام الأحد»
- «ان لدي نظرية عن الفتيات كلما جريت ورائهن كلما هربوا منك. لكن إذا هربت منهن فانهن يصبحن محتارات وسيجرون ورائك لمعرفة سبب حيرتهن. علينا ان نستفيد من هذة حيرة تلك الفتيات المحتارات»
«حتى انا أصبحت محتارا»
-"عيشي.. كوني سعيدة..اضحكي.. من يعرف فربما لا يكن هناك غد.

## روابط خارجية
- مقالات تستعمل روابط فنية بلا صلة مع ويكي بيانات